# Одеське товариство колекціонерів

Значок Одеського товариства колекціонерів

Одеське товариство колекціонерів (ОТК) — є одеською міською громадською організацією культосвітнього характеру, діяльність якої здійснюється на принципах не прибутковості. Головною статутною метою ОТК є популяризація і розвиток всіх форм колекціонування як одного з важливіших засобів підвищення інтелектуального рівня людей, а також залучення молоді до вивчення пам'ятників історії і культури людства, власної країни та Одеського регіону. Як самостійна громадська структура у сучасному вигляді існує з лютого 1972 року.

## Коротка історія
ОТК є найстаршою громадською організацією міста, оскільки його коріння йдуть далеко в історію Одеси. Прабатьком ОТК можна з повною підставою вважати Одеське товариство історії і старожитностей (ОТІС), засноване ще в 1839 році. Багато хто із засновників і керівників ОТІС, хоронителів його музею були нумізматами або колекціонерами античності: М. Н. Мурзакевич, Е. Р. фон-Штерн, О. Л. Бертьє-Делагард і багато хто інші. Членом цього товариства був автор фундаментального каталогу монет античних міст Північного Причорномор'я археолог й колекціонер-нумізмат Платон Осипович Бурачков (1816–1894).
В 1914 році міська дума Одеси зареєструвала устав Одеського товариства збирачів поштових марок Європи і Америки, у структуру якого поряд з філателістами входили також нумізмати, боністи та представники інших напрямків колекціонування.
У довоєнний час в Одесі було чимало відомих колекціонерів: нумізмати В. В. Воскресенський та М. А. Зільберман, боніст Є. І. Детілот та інші. Попри те, що вони не були об'єднані в самостійну організацію, свої зустрічі колекціонери проводили регулярно, в основному, у сквері на Олександрівському проспекті.
У березні 1958 року було організовано Одеське товариство колекціонерів (ОТК) з обласною та міською структурами. Керівником обласної організації був обраний відомий філателіст В. П. Харитонов. Головну роль в ОТК тоді відігравала секція філателістів як найбільш численна. Представників інших напрямків в ньому було в три рази менше.
В 1960-1970-ті роки відомими не тільки в Одесі, але й за її межами були такі колекціонери, як нумізмати Петридіс В. Л., Коцієвський О. С. та Алексєєв В. П., боніст Макандаров Г. І., фалеріст Корченов В. К., філокартисти Ципоркіс P. M., Прихоцький А. Й. та багато хто інші.
У лютому 1972 року відбувся поділ ОТК на дві самостійні громадські організації — Одеське товариство філателістів та Одеське товариство колекціонерів. Із цього часу ОТК має свій статут та офіс правління, власні членський квиток та значок.
Першим головою ОТК був обраний моряк Рєпкін Б. М. Надалі товариство очолювали Єдідович В. О. (1972–1982), Тарсіс С. А. (1982–1991), Лобода П. Г. (1991-сьогодення).
Вже в перше десятиліття існування ОТК її члени переконливо довели безсумнівну корисність своєї організації для культурного життя Одеси. Традиційні зустрічі колекціонерів по неділях та колективні виставки, які проводились у 70-80-ті рр. у парку Шевченка, клубі Політехнічного інституту, Палаці моряків та в інших місцях, незмінно залучали тисячі захоплених одеситів і гостей міста. При цьому було важливим те, що ці зустрічі як магнітом притягали до себе дітлахів, допомагаючи їм за участю колекціонування прилучатися до вивчення історичної і культурної спадщини свого народу, що позитивно позначалося на подальшому формуванні світогляду і життєвих принципів підлітків.
У лавах ОТК було чимало представників одеської наукової і культурної інтелігенції: директор Інституту очних хвороб і тканинної терапії ім. В. П. Філатова академік Н. О. Пучковська, завідувач кафедрою історії древнього світу та середніх століть Одеського державного університету професор П. Й. Каришковський, директор Одеського театру опери та балету народний артист Г. І. Дранов, ведучий артист театру Музичної комедії ім. М. Водяного заслужений артист України Е. А. Сілін та багато інших, чиї імена прославили місто і країну.
У 80-90-ті роки ХХ сторіччя серед одеських колекціонерів найвідомішими були нумізмати Вайшенкер В. І. та Шадрін Б. C., філокартист Дроздовський А. О., боніст Бісельман Я. Л.. та інші.
Після проголошення України незалежною державою у 1991 році, у важкі роки перехідного часу (90-ті рр. ХХ ст. — 2000-ті рр.), незважаючи на різні труднощі економічного та організаційного характеру, ОТК не згорнуло свою діяльність, а продовжувало брати активну участь у культурному житті Одеси, проводити численні виїзні виставки по різних підприємствах та організаціях міста, які супроводжувались розповідями, бесідами, лекціями.
Сьогодні ОТК є однією з найбільших у місті громадських організацій, у її рядах перебуває понад 3 тисяч членів. Організаційну основу ОТК складають чотири базові секції : «Нумізматики та боністики», «Фалерістики та геральдики», «Філокартії та філотаймії», «Нетрадиційних форм колекціонування». По неділях ОТК організує регулярні зустрічі колекціонерів у Палаці студентів на вул. Маразлієвська, 34-а.

## Керівники

Лобода Петро Григорович — з 1991 р. Під час конференції у Вероні. Італія. Фото 2000 р.

Рєпкін Борис Миколайович.

Рєпкін Борис Миколайович — 1972 р. Капітан Рєпкін і Фідель Кастро. Куба. Фото 1962 р.

Один з організаторів і перший голова Одеського міського товариства колекціонерів (1972 р.). Капітан дальнього плавання. Кандидат технічних наук. Народився в 1929 р. у місті Твері, Росія. В 1952 р. закінчив Одеське Вище інженерне морське училище. В 28 років став капітаном Чорноморського морського пароплавства (ЧМП). Брав активну участь в урегулюванні Карибської кризи 1962 р. Працював у морській організації ООН — ІМКО. Очолював керівництво пасажирського флоту ЧМП. Нумізмат. Мав велику колекцію монет Великої Британії, а також її домініонів і колоній.
Єдідович Валентин Андрійович.

Єдідович Валентин Андрійович — 1972–1982 рр.

Голова Одеського міського товариства колекціонерів в 1972–1982 рр. Учасник Німецько-радянської війни. Народився в 1913 р. За фахом інженер-будівельник. Після війни брав активну участь у спорудженні Одеського сталеливарного заводу Центролит. Після цього довгі роки працював на цьому ж заводі в посаді головного інженера. Організаторський талант і великий життєвий досвід допомагали йому успішно керувати знову створеним в 1972 р. Одеським товариством колекціонерів. При ньому зложилася нинішня структура організації, з'явилися членські квитки, почався бурхливий ріст рядів. Нумізмат. Мав унікальну колекцію монет царської Росії та Франції. Трагічно загинув при пожежі в 1983 р.
Тарсіс Самуїл Аронович.

Тарсіс Самуїл Аронович — 1982–1991 рр.

Один з активнейших учасників створення в Одесі товариства колекціонерів. Його голова у 1982–1991 рр. Народився в 1922 р. в Одесі. Офіцером брав участь у Німецько-радянській війні. Перемогу зустрів у лавах польської армії Людовой, у якій воював з 1943 р. З 1960 р. до відходу на пенсію працював начальником експериментального цеху Одеського політехнічного інституту. Один з організаторів ставших популярними з кінця 60-х рр. великих колективних та індивідуальних виставок, включаючи закордонні. Філокартист. Мав велику колекцію стародавніх поштових карток Одеси, а також колекцію листівок її міст-побратимів.
Лобода Петро Григорович.
Народився в 1949 р. в Одесі. Закінчив Одеську морську академію. Більше 20 років працював на судах Чорноморського морського пароплавства. Офіцер флоту. Учасник бойових дій. Нумізмат. Античною нумізматикою займається з 60-х рр. ХХ сторіччя. Автор п'яти книг і багатьох статей по нумізматиці Північного Причорномор'я та середньовічної Русі-України. Засновник Одеського музею нумізматики (1999 р.) і його філії — галереї «Монетний двір» (2005 р.). Автор і ведучий популярних телесеріалів, присвячених колекціонуванню, а також історії України і Одеси. Депутат Одеської міської ради у 1994–2002 рр. Радник Одеської міськради з питань культури з 2002 р. по теперішній час. З 14 липня 1991 р. очолює Одеське товариство колекціонерів.

## Колекціонери й колекції
Члени ОТК зробили значний внесок у культурне життя Одеси, заснували ряд нових музеїв: Блещунов О. В. — муніципальний музей приватних колекцій, Білий О. М. — музей порцеляни у місті Чорноморську, Ципоркіс P.M. — музей «Стара Одеса», Лобода П. Г. — Одеський музей нумізматики.
Відомі одеські колекціонери постійно передавали свої колекції в дарунок музеям : Бурачков П. О. — нумізматичну колекцію Одеському археологічному музею, Коцієвський О. С. — колекцію монет Державному Історичному Музею в Москві (за символічну плату), Михайло Брайкевич, одеський інженер, громадський діяч і колекціонер, подарував музею Одеського університету колекцію картин, що пізніше була передана в Одеський художній музей, і таке інше.

## Події та факти
Багато відомих членів ОКО були авторами популярних книг і статей у різних галузях колекціонування. Сьогодні ці видання не тільки служать навчальними пособями молодим колекціонерам, але вже встигли стати бібліографічними рідкостями : Детілот Є. М. — «Каталог паперових грошових знаків, що мали обіг при Радянській владі у період 1917–1960 роки», Макандаров Г. І. — «Зведений каталог монет Тіри», Коциєвський О. С. — «Про колекції й колекціонерів», Корченов В. К. — «Одеса у медалях, жетонах, знаках. 1817-1917-1941», Дроздовський А. А. — "Книга-альбом «Одеса на старих листівках» та багато інших книг.
У різних наукових виданнях України, Росії та інших країн регулярно публікуються статті і монографії відомих одеських колекціонерів Алексєєва В. П., Коцієвського О. С., Лободи П. Г. та інших. Докторська дисертація видатного одеського вченого й колекціонера Каришковського П. О. «Монетна справа і грошовий обіг Ольвії. (VI в. до н. е. — IV в. н. е.)» є фундаментальним науковим добутком, присвяченим історії, нумізматиці та епіграфіці античного Північного Причорномор'я. Захищена ще в 1968 р., ця дисертація дотепер залишається найповнішим збірником наукової інформації з монетної справи античного міста Ольвія.
Колекції членів ОТК Петридіса В. Л., Лущика С. З., Склярова О. М. та інших дали чимало рідких і унікальних нумізматичних пам'ятників, що поповнили Корпус античних монет Північного Причорномор'я. Вісник Одеського музею нумізматики, заснований в 1999 р. Лободою П.Г та Алексєєвим В. П., став регулярним періодичним виданням, випуски якого присвячені різним проблемам нумізматики, археології, сфрагістики та інших історичних наук.
Значний внесок у вивчення історії Одеси та її околиць внесли відомі одеські колекціонери й краєзнавці : заступник голови «Всесвітнього клубу одеситів» Голубовський Є. М. (книги і статті на теми одеського культурного життя) , Михайло Пойзнер (книга «З Одесою треба говорити особисто …»), Олег Губарь (книга «Сто питань за Одесу») та інші. Публіцистична діяльність ОТК доповнюється великою кількістю виставок, колективних та персональних, які проводили й проводять досі відомі одеські колекціонери-філокартисти Ципоркіс Р. М., Прихоцький А. Й., Шишов В. Ф., Дроздовський А. О. та інші. На цих виставках демонструються рідкі стародавні листівки, гравюри, архівні документи та інші експонати, що висвітлюють різні явища та факти з історичної біографії Одеси.